# ۷۸۵ (میلادی)
۷۸۵ (میلادی) هفتصد و هشتاد و پنجمین سال تقویم میلادی است.

## درگذشتگان
‎